# Barcita ilia
Barcita ilia är en fjärilsart som beskrevs av Druce 1889. Barcita ilia ingår i släktet Barcita och familjen nattflyn. Inga underarter finns listade i Catalogue of Life.